# Vlag van Anhée
De vlag van Anhée is op onbekende datum bij raadsbesluit vastgesteld als de vlag van de Naamse gemeente Anhée. De vlag kan als volgt worden beschreven:
Geel met rode keper.
De vlag komt overeen met het vlagontwerp van de Raad van Heraldiek en Vexillologie (Frans: Conseil d’héraldique et de vexillologie).
De vlag herinnert aan de letter A - de beginletter van Anhée - en heeft niets te maken met het complexe gemeentewapen, dat elementen gebruikt van de wapens van de vroegere bazen van de dorpen die Anhée vormen.